# Neleus (Sohn des Koriskos)
Neleus von Skepsis (altgriechisch Νηλεύς) war der Sohn von Koriskos aus Skepsis. Er lebte um 300 v. Chr. und war ein Schüler des Theophrastos von Eresos, der ihm seine Bibliothek vermachte. Sie soll neben Schriften des Theophrast auch Original-Manuskripte des Aristoteles enthalten haben. Neleus brachte die Schriften angeblich von Athen nach Skepsis, wo seine Erben sie bis zum 1. Jahrhundert v. Chr. in einem Keller aufbewahrten, bis Apellikon von Teos die Manuskripte entdeckte, erwarb und sie zurück nach Athen brachte. Bald darauf – nach der Eroberung des Piräus 86 v. Chr. – habe Sulla, laut Plutarch, die Bibliothek des Apellikon nach Rom gebracht. Laut Athenaios habe er hingegen die Bibliothek an Ptolemaios II. Philadelphos verkauft, der sie nach Alexandria bringen ließ.